# Амур (Кировская область)
Амур — опустевшая деревня в Слободском районе Кировской области в составе Светозаревского сельского поселения.

## География
Находится на расстоянии примерно 19 км по прямой на восток-юго-восток от районного центра города Слободской.

## История
Известна была с 1891 года. В 1905 году здесь (выселок из деревни Кругловской или Большой Амур) учтено было дворов 10 и жителей 82, в 1926 25 и 154 (все удмурты), в 1950 16 и 40 соответственно. В 1989 году оставалось 6 жителей. Название Большой Амур закрепилось с 1939 года, после 1978 Амур.

## Население
Постоянное население  составляло 1 человек (удмурты 100%) в 2002 году, 0 в 2010.